# Чачава, Константин Владимирович
Константин Владимирович Чачава (1919—1979) — советский учёный и педагог в области акушерства и гинекологии, доктор медицинских наук (1959), профессор (1960), действительный член АМН СССР (1974; член-корреспондент с 1966). Заслуженный деятель науки Грузинской ССР (1967). Лауреат Государственной премии СССР (1968). Основоположник электрофизиологического направления в акушерстве и гинекологии.

## Биография
Родился 21 мая 1919 года в Тбилиси.
С 1936 по 1941 годы обучался в Первом Московском медицинском институте.
С 1941 по 1945 годы в период Великой Отечественной войны — на клинической работе в лечебных учреждениях в должностях ординатора и заведующего хирургическим отделением, помимо практики, занимался и педагогической работой в Тбилисском медицинском институте на преподавательских должностях на кафедре акушерства и гинекологии.
С 1945 по 1949 годы проходил обучение во ВНИИ акушерства и гинекологии в клинической ординатуре и аспирантуре. С 1949 по 1965 годы — на педагогической работе в Тбилисском медицинском институте на должностях ассистент, доцент и заведующий кафедрой акушерства и гинекологии этого института. С 1965 по 1979 годы — директор НИИ перинатальной медицины, акушерства и гинекологии Министерства здравоохранения Грузинской ССР.

### Научно-педагогическая деятельность
Основная научно-педагогическая деятельность К. В. Чачава была связана с вопросами в области акушерства и гинекологии, патологии и физиологии сократительной деятельности матки, разработки  электрофизиологических и физиологических методов исследования состояния плода, были предложены методы прямой реоэнцефалографии и электрокардиографии плода. По его инициативе был предложен метод искусственной гипотермии при сложных родах.
С 1971 по 1979 годы являлся членом Президиума Всесоюзного научного общества акушеров-гинекологов, а также почётным членом медицинских научных сообществ акушеров-гинекологов Венгрии, Румынии и Чехословакии. Являлся членом редакционной коллегии научных журналов «Советская медицина» и «Акушерство и гинекология», был редактором редакционного отдела «Акушерство и гинекология» Большой медицинской энциклопедии.
В 1949 году защитил диссертацию на соискание учёной степени кандидата медицинских наук по теме: «Ранняя диагностика рака шейки матки с помощью определения окислительно-восстановительного потенциала», в 1959 году он защитил диссертацию на учёную степень доктора медицинских наук на тему: «К вопросу о замене акушерских щипцов вакуум-экстрактором», в 1960 году ему было присвоено учёное звание профессора. Под его руководством было написано около ста шестидесяти шести научных трудов, в том числе четыре фундаментальные монографии, под его руководством и при его участии было защищено четырнадцать докторских и тридцать кандидатских диссертаций. В 1968 году «За разработку и внедрение новых методов диагностики и лечения в перинатальной медицине» он был удостоен Государственной премии СССР. В 1966 году он был избран членом-корреспондентом, а в 1974 году — действительным членом АМН СССР.
Скончался 16 мая 1979 года в Тбилиси. Похоронен в Дидубийском пантеоне.